# Жечка
Жечка — річка в Білорусі у Щучинському районі Гродненської області. Ліва притока річки Котра (басейн Німану).

## Опис
Довжина річки 12 км, похил річки 2 м/км, площа басейну водозбору 47 км². Формується безіменними струмками Річище вздовж 10 км каналізоване.

## Розташування
Бере початок за 0,8 км на північно-східній околиці села Курилівци. Тече переважно на південний захід і біля села Сухари впадає у річку Котру, праву притоку річки Німану.